# UL (organització de seguretat)
UL (organització de seguretat) és una empresa dels EUA que es dedica a la certificació i auditoria de temes de seguretat. Fou creada l'any 1894 per William Henry Merrill. La seva seu está a Northbrook, Illinois. Té oficines a 46 països.
UL proveeix serveis de certificació, validació, assaig, auditoria, formació i creació de normativa referent a temes de seguretat (elèctrica, mecànica, de materials...)

## Normativa UL

### Normativa desostenibilitat
- UL 106 : norma de sostenibilitat de lluminàries[2]

- UL 110 : norma per a sostenibilitat de telèfons mòbils[3]

### Normativa per a productes elèctrics i electrònics
- UL 60335 : norma per a electrodomèstics i similars[4]

- UL 60950 : norma per a equips de la tecnologia de la informació[5]

### Normativa per a productes de detecció tècnica
- UL 217 : norma per a sistemes d'alarma de fum[6]

### Normativa per a productes de control industrial
- UL 508 : norma per a equipament de control industrial[7]

### Normativa per a materials plàstics
- UL 94 : norma de flamabilitat dels materials plàstics per aparells i dispositius[8]

### Normativa per a cables elèctrics
- UL 62 : norma per a cables elèctrics flexibles[9]

Marca UL

### Normativa de productesfotovoltaics
- UL 1703 : norma per a panells i mòduls fotovoltaics plans[10]

## Organitzacions similars

### Organitzacions internacionals
- IEC : Comissió Electrotècnica Internacional

- CISPR : Comitè Internacional Especial de Perturbacions Radioelèctriques.

- ISO : Organització Internacional per a l'Estandardització

### Europa

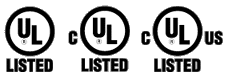
El primer logo aplica a productes certificats només als Estats Unita, el segon logo aplica a productes només certificats al Canadà, i el tercer logo a productes certificats al Canadà i també als Estats Units.

- El primer logo aplica a productes certificats només als Estats Unita, el segon logo aplica a productes només certificats al Canadà, i el tercer logo a productes certificats al Canadà i també als Estats Units.CEN : Comitè Europeu per l'Estandardització[11]

- CENELEC : Comitè Europeu per a l'Estandardització Electrotècnica

- ETSI : Institut Europeu de Normes de Telecomunicacions

### Gran Bretanya
- BSI : Institució de Normes Britànica[12]

### Alemanya
- VDE: Federació Alemanya d'Indústries Electrotècniques, Electròniques i de Tecnologies de la Informació[13]

### Estats Units
- FCC : Comissió Federal de Comunicacions[14]

### La Xina
- CCC : Certificat Obligatori Xinès[15]

### Mèxic
- NOM : Norma Oficial Mexicana

### L'Índia
- BIS: Oficina d'Estàndards de l'Índia[16]